# Accident ferroviaire de Montcada i Reixac
L'accident ferroviaire de Montcada i Reixac est survenu  le 7 décembre 2022 vers 7 h 50 (CET) lorsque deux trains circulant dans le même sens sont entrés en collision alors qu'un était stationné à la gare de Montcada i Reixac - Manresa à Montcada i Reixac, située dans la périphérie de Barcelone, en Espagne. 155 personnes ont été blessés dans l'accident, dont 14 ont été emmenés dans un centre médical local.